# Olga Grad
Olga Grad, slovenska gledališka in televizijska igralka, * 14. november 1950, Ljubljana.
Leta 1996 je diplomirala na Akademiji za gledališče, radio, film in televizijo v Ljubljani in se leta 1997 zaposlila v ansamblu Slovenskega mladinskega gledališča, gostovala je tudi v več drugih slovenskih in tujih gledališčih. Leta 1992 je prejela Župančičevo nagrado. Nastopila je tudi v dveh TV igrah in seriji Novakovi.

## Filmografija
- Novakovi (2000, TV serija)
- Good rockin' tonight (1992, študijski igrani film)
- O grehu stare Jakovce (1980, TV igra)
- Agitator (1976, TV igra)